# Ebersberg
Ebersberg település Németországban, azon belül Bajorországban. Lakosainak száma 12 527 fő (2023. december 31.). Ebersberg Steinhöring, Hohenlinden, Frauenneuharting, Grafing bei München, Bruck, Kirchseeon és Ebersberger Forst községekkel határos.

## Népesség
A település népessége az elmúlt években az alábbi módon változott:
| Lakosok száma | 1914 | 4066 | 7594 | 8993 | 11 380 | 11 625 | 12 116 | 12 171 | 12 210 | 12 527 |
|               | 1875 | 1950 | 1975 | 1987 | 2012   | 2014   | 2016   | 2017   | 2021   | 2023   |

## Fekvése
Grafing bei Münchentől északra fekvő település.

## Leírása

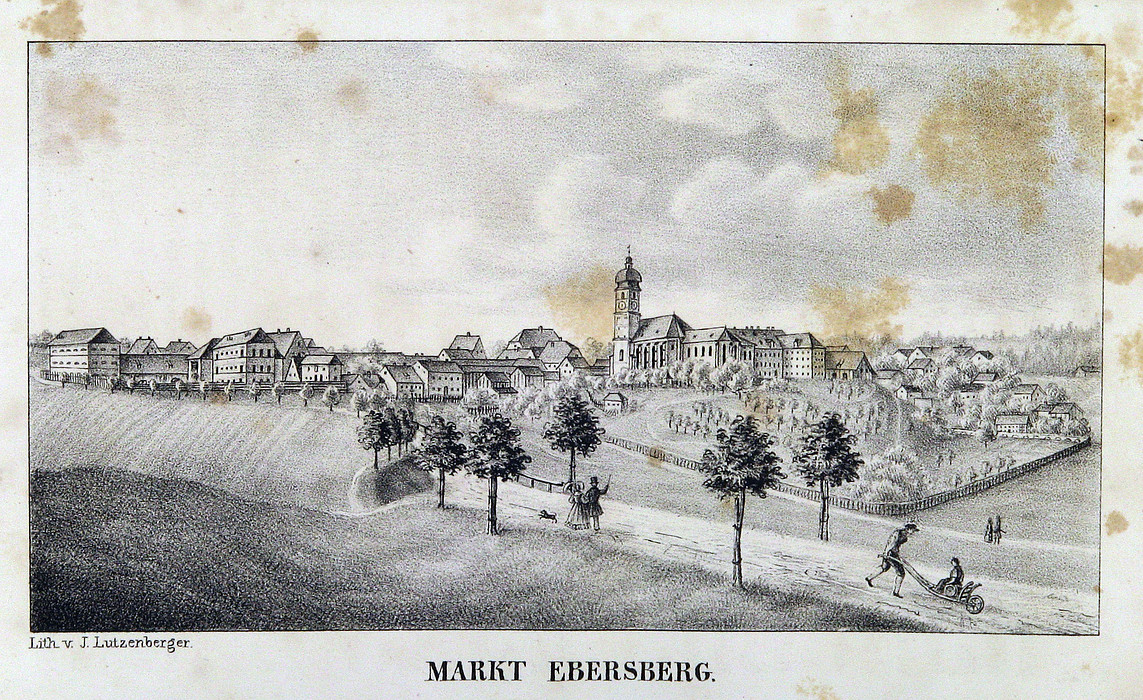
Ebersberg egy régi metszeten

Ebersberg városát dél felől egy kis tó, a Klostersee és az abból eredő patak, a Haselbach, észak felől pedig a környék és talán egyben Németország legnagyobb erdeje az Ebersberger Forst  határolja.
934-ben a Sempt-Ebersberg grófi család alapított itt egy ágoston rendi kolostort, mely kolostor birtokában volt állítólag Szt. Sebestyén koponyacsontja, miáltal Ebersberg búcsújáró hellyé lett.
A kolostor később a benedekrendiek, a jezsuiták, végül a Máltai lovagrend tulajdonába ment át, mígnem 1803-ban feloszlatták.
A 970-ben épült Szt. Sebestyén kolostortemplomot (Klosterkirsche St. Sebastian) többször átépítették, azonban mindig megőrizte késő gótikus jellegét, majd 1733-1734 között Johann Georg Ettenhofer "bajor-rokokó" ízlés szerint átformálta.
A város főterének házai mind védett műemlékek, köztük a késő gótikus városháza is.
A várostól északra fél órai séta után érhető el a 619 méter magas Ludwigshöhe nevű dombon épült kilátótorony, ahonnan gyönyörű rálátás van a hatalmas erdőségre.

## Galéria

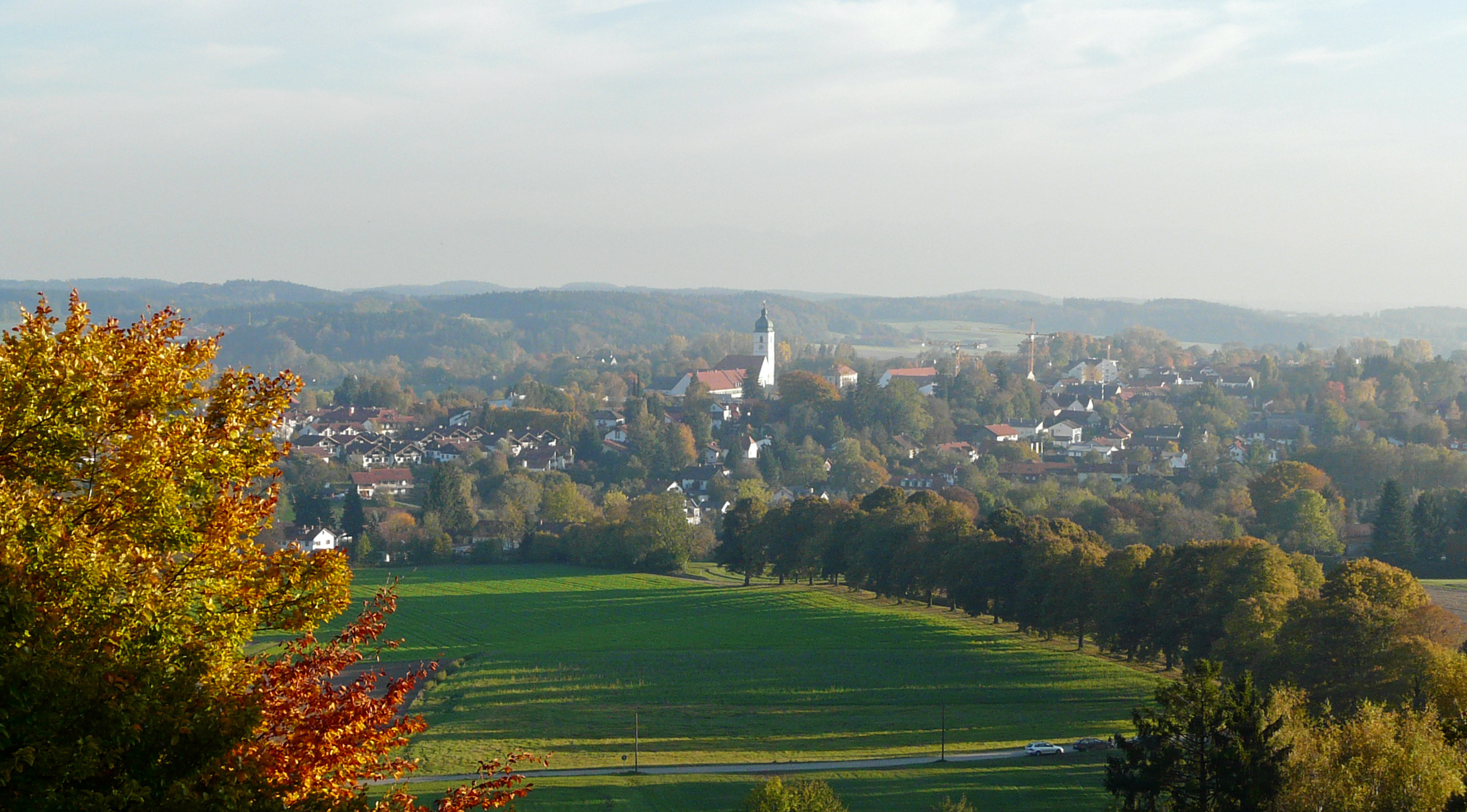
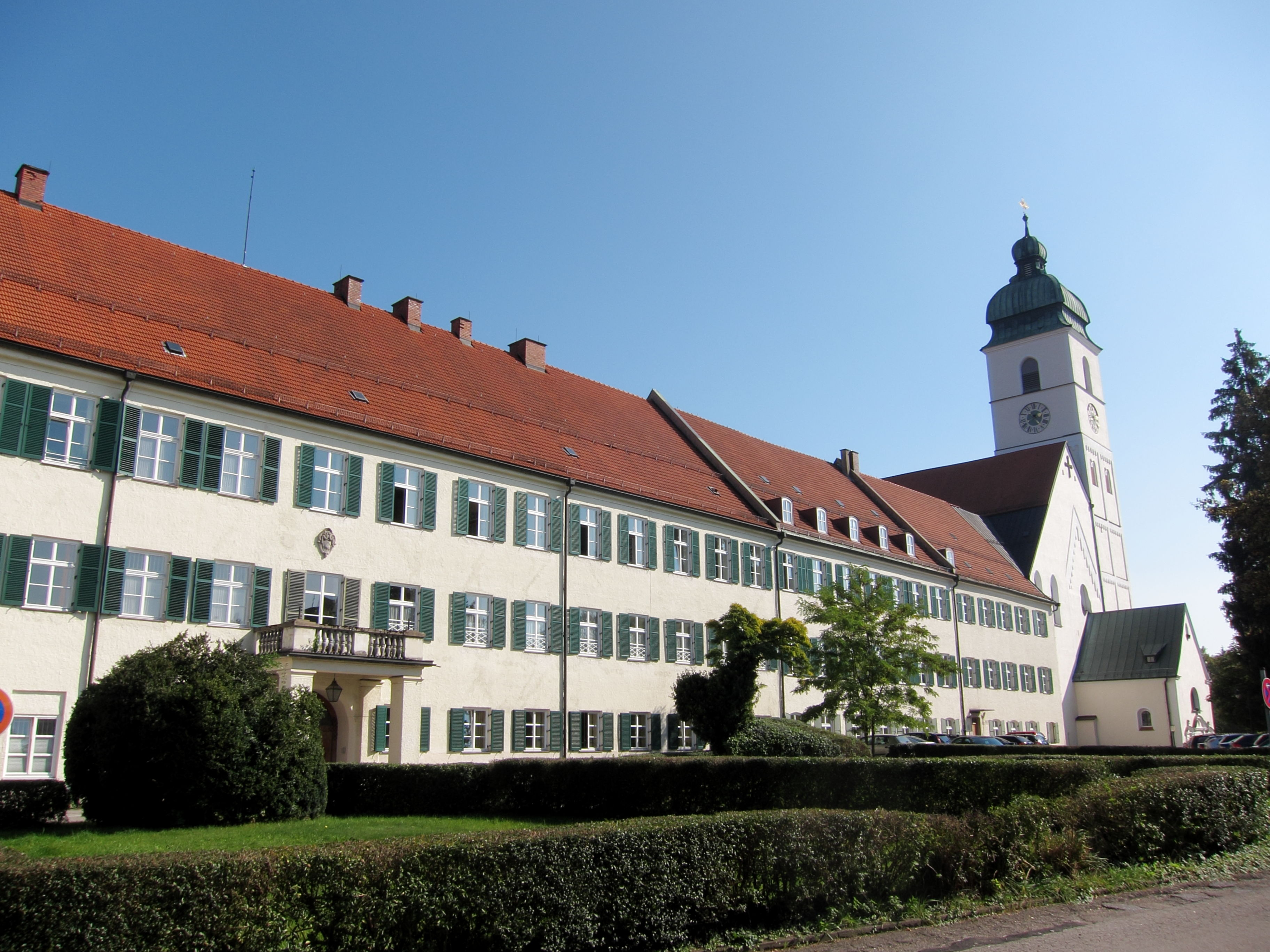
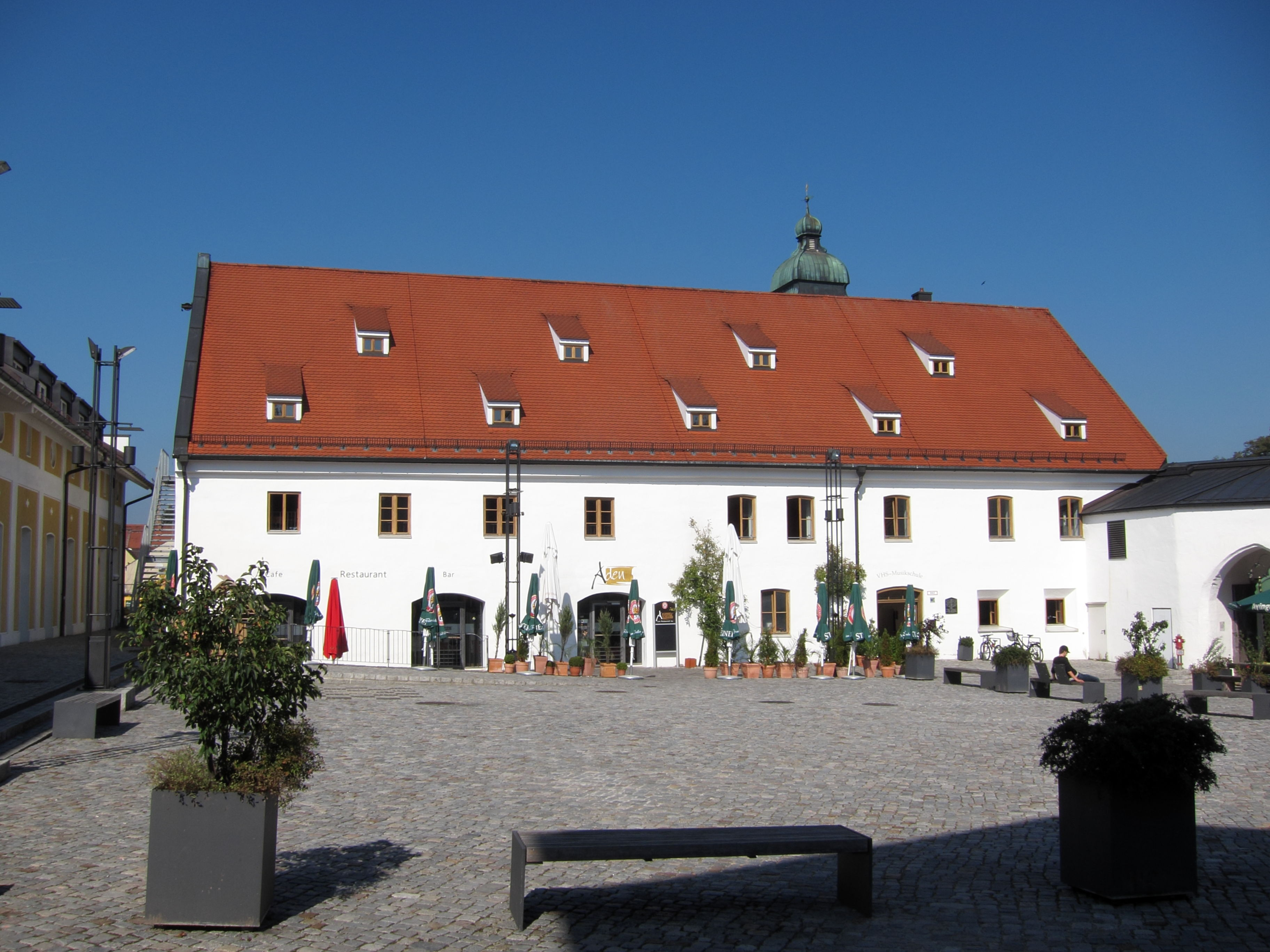
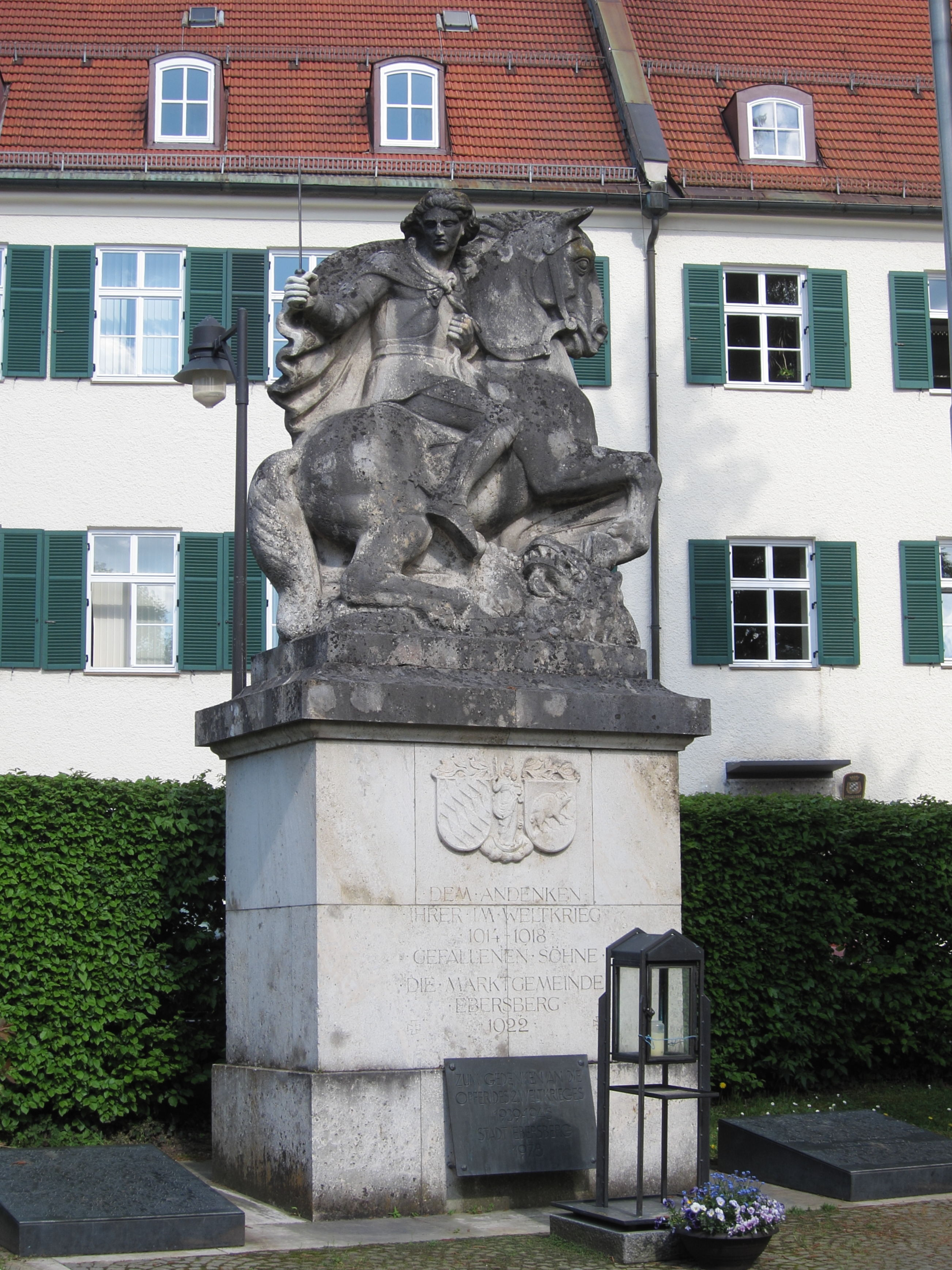
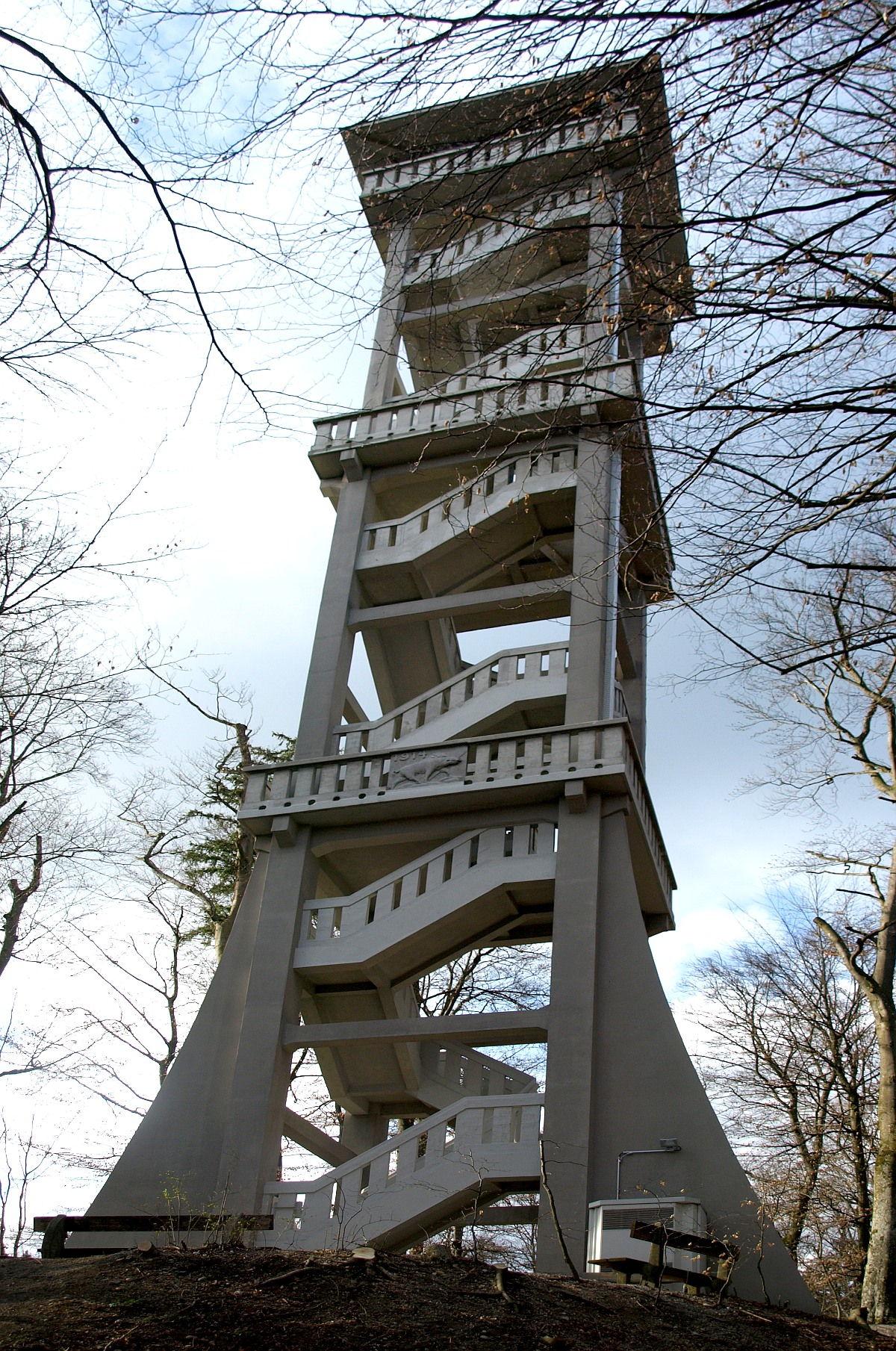
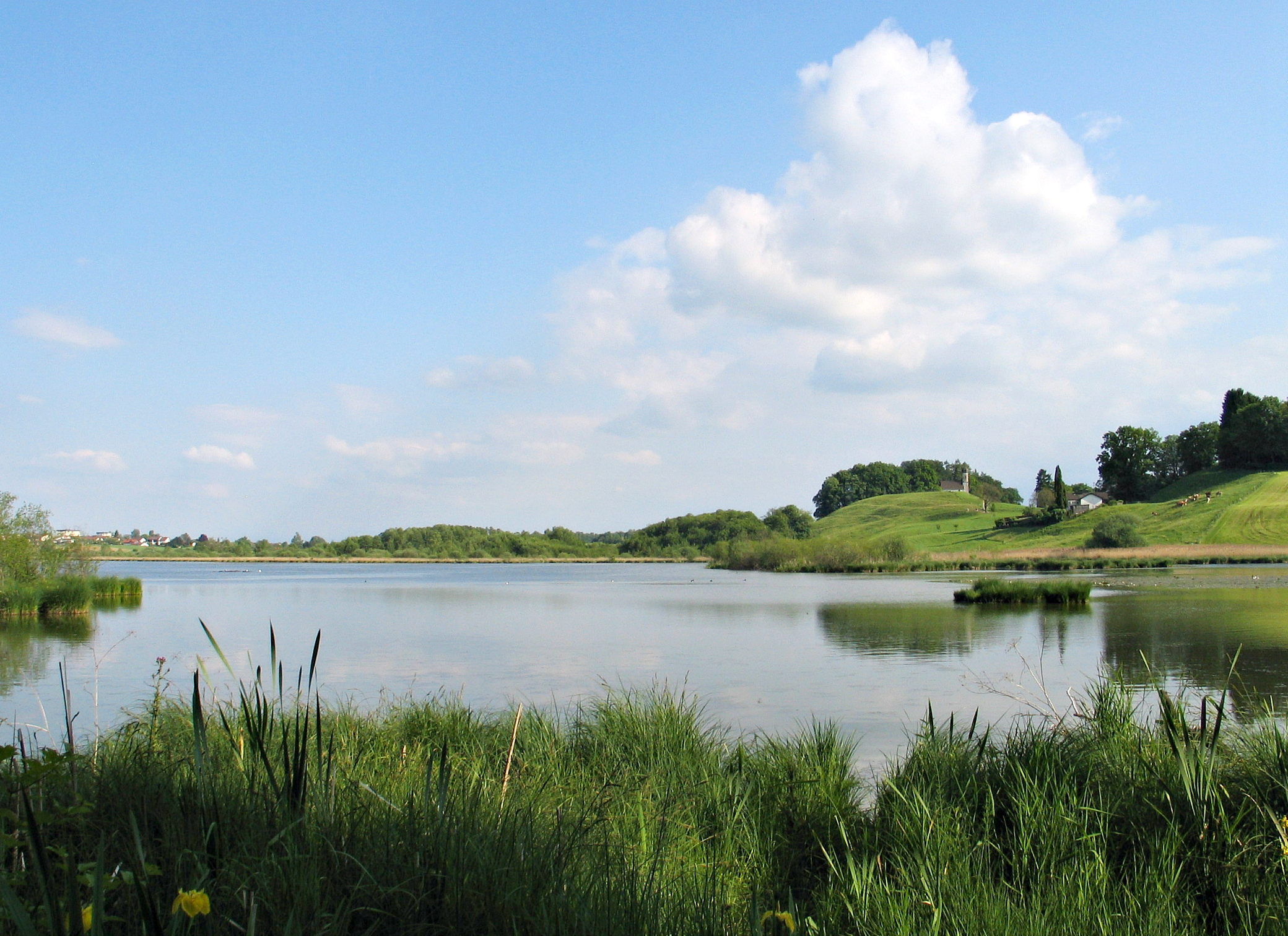

## Nevezetességek
- Szt. Sebestyén kolostortemplom